# Antmyrtjärnen
Antmyrtjärnen är en sjö i Lycksele kommun i Lappland och ingår i Umeälvens huvudavrinningsområde. Sjön har en area på 0,0773 kvadratkilometer och ligger 245,4 meter över havet. Sjön avvattnas av vattendraget Antmyrbäcken.

## Delavrinningsområde
Antmyrtjärnen ingår i det delavrinningsområde (718102-165718) som SMHI kallar för Mynnar i Vindelälvens vattendragsyta. Medelhöjden är 262 meter över havet och ytan är 6,67 kvadratkilometer. Det finns inga avrinningsområden uppströms utan avrinningsområdet är högsta punkten. Antmyrbäcken som avvattnar avrinningsområdet har biflödesordning 3, vilket innebär att vattnet flödar genom totalt 3 vattendrag innan det når havet efter 164 kilometer. Avrinningsområdet består mestadels av skog (82 procent). Avrinningsområdet har 0,14 kvadratkilometer vattenytor vilket ger det en sjöprocent på 2,1 procent.